# Тагевербен
Тагевербен (нем. Tagewerben) — община в Германии, в земле Саксония-Анхальт. 
Входит в состав района Вайсенфельс. Подчиняется управлению Залеталь.  Население составляет 808 человек (на 31 декабря 2006 года). Занимает площадь 7,16 км².